# Maria Carme Sayós
Maria Carme Sayós i Motilla (Centellas, 10 de julio de 1970) es una abogada y política española, diputada al Congreso de los Diputados en la X Legislatura.
Es licenciada en Derecho y trabaja como abogada. Militante de Convergencia Democrática de Cataluña desde 1988. En las elecciones municipales españolas de 1987 fue elegida regidora del ayuntamiento de Centellas. En las elecciones generales españolas de 2004 y 2008 fue candidata suplente de CiU al Senado por Barcelona. Reside en Vich y desde 2008 es secretaria del ayuntamiento de Malla.
En el 2013 sustituyó en su escaño Mercè Pigem i Palmés, elegida diputada a las elecciones generales españolas de 2011. Es portavoz adjunta de la Comisión de Educación y Deporte, de la Comisión para las Políticas Integrales de la Discapacidad y de la Comisión Mixta de Relaciones con el Defensor del Pueblo.